# آود آده
آود آده (به هلندی: Oud Ade) یک منطقهٔ مسکونی در هلند است که در کاخ ان‌براسم واقع شده‌است. آود آده ۵۰۰""۰۰۰ نفر جمعیت دارد.